# Hampsonellus brasiliensis
Genre
Espèce
Hampsonellus brasiliensis, unique représentant du genre Hampsonellus, est une espèce de céphalocarides de la famille des Hutchinsoniellidae.

## Distribution
Cette espèce est endémique du Brésil. Elle se rencontre à faible profondeur dans des fonds mous de l'océan Atlantique Sud.

## Étymologie
Son nom d'espèce, composé de brasil et du suffixe latin -ensis, « qui vit dans, qui habite », lui a été donné en référence au lieu de sa découverte, le Brésil.

## Publication originale
- Hessler & Wakabara, 2000 : Hampsonellus brasiliensis n. gen., n. sp., a cephalocarid from Brazil. Journal of Crustacean Biology, vol. 20, no 3, p. 550-558.